# Adobe After Effects
Adobe After Effects è un software di animazione grafica, animazione, compositing e montaggio video di livello professionale con funzionalità avanzate, come l'utilizzo di JavaScript ed espressioni per ottenere regolarità dei movimenti e il supporto per livelli (2D e 3D) ed effetti personalizzabili. Viene utilizzato per realizzare titoli animati, dissolvenze tra immagini, correzione colore, effetti speciali di varia natura, stabilizzazione dell'immagine.
Basato sulla tecnologia OpenGL, è disponibile nelle versioni Standard e Professional, con prezzi e disponibilità di strumenti diverse.
Fa parte del pacchetto Adobe Creative Suite Production Studio che a seconda del tipo di versione (Premium o Standard) contiene anche Premiere Pro, Photoshop, Encore DVD, Illustrator, Dynamic Link, Bridge e Audition.

## Storia
After Effects è stato originariamente creato da David Herbstman, David Simons, Daniel Wilk, David M. Cotter, and Russell Belfer presso la Company of Science and Art (CoSA) di  Providence (Rhode Island), dove sono state distribuite le prime due versioni del software: 1.0 (Gennaio 1993) e 1.1. Nel luglio 1993 CoSA, il cui CEO era William J. O'Farrell, è stata acquistata con After Effects dalla Aldus Corporation, che a sua volta è stata acquistata da Adobe nel 1994. La prima versione di After Effects da parte di Adobe è stata la  3.0.